# Pedro Berro
Pedro Francisco (de) Berro Echebarne (* 2. August 1767 in Uztarroz, Spanien; † 25. August 1845 auf der Chacra in Manga, Uruguay) war ein uruguayischer Politiker.
Pedro Berro, ein reicher Kaufmann, der gemeinsam mit Pedro Errazquin († 1822) ein Schifffahrtsunternehmen gründete, stammte aus Spanien. 1790 führte ihn sein Weg nach Montevideo. Er heiratete 1798 Juana Larrañaga Pérez (1776–1866), die Schwester von Dámaso Antonio Larrañaga. Der spätere uruguayische Präsident Bernardo Prudencio Berro war sein Sohn. Berro war 1806 zunächst Stadtrat (Cabildante), sodann 1808 und 1823 Alcalde in zweiter Abstimmung im Cabildo von Montevideo. 1827 gehörte er der zweiten Vertreter-Kammer (Segunda Sala de Representantes) der Provincia Oriental an. Berro war als Repräsentant Montevideos Mitglied der Asamblea Constituyente y Legislativa del Estado Oriental (1828–1830), der ersten verfassungsgebenden Versammlung Uruguays. 1835 hatte er den Vorsitz der zweiten Wirtschaftsverwaltungsversammlung von Montevideo inne.